# Railteam
Railteam B.V. est une société à responsabilité limitée, fondée à Bruxelles le 2 juillet 2007, dont le siège est à Amsterdam, Pays-Bas. C’est une alliance d'entreprises ferroviaires européennes dans le domaine du train international à grande vitesse en Europe qui fonctionne sur le modèle des alliances de compagnies aériennes.
Au total, l'alliance Railteam compte plus de 1 000 trains à grande vitesse et 44 salons voyageurs,,,, et permet de relier plus de 100 destinations européennes par la grande vitesse. 

## Membres et Réseau
Railteam est composée de membres de plein droit, détenteurs de parts de la société et de membres associés. Toutes les sociétés de chemins de fer participantes agissent en tant que partenaires stratégiques au sein de l'alliance Railteam et restent indépendantes sur le plan entrepreneurial. Les trains concernés par l’alliance Railteam sont les trains à grande vitesse (plus de 230 km/h) Intercity-Express, TGV inOui, Eurostar, TGV Lyria et Railjet. L’alliance Railteam couvre environ 100 villes dans sept pays (Belgique, Allemagne, France, Royaume-Uni, Pays-Bas, Autriche et la Suisse), qui sont reliés par un réseau ferré d'environ 15 000 kilomètres.

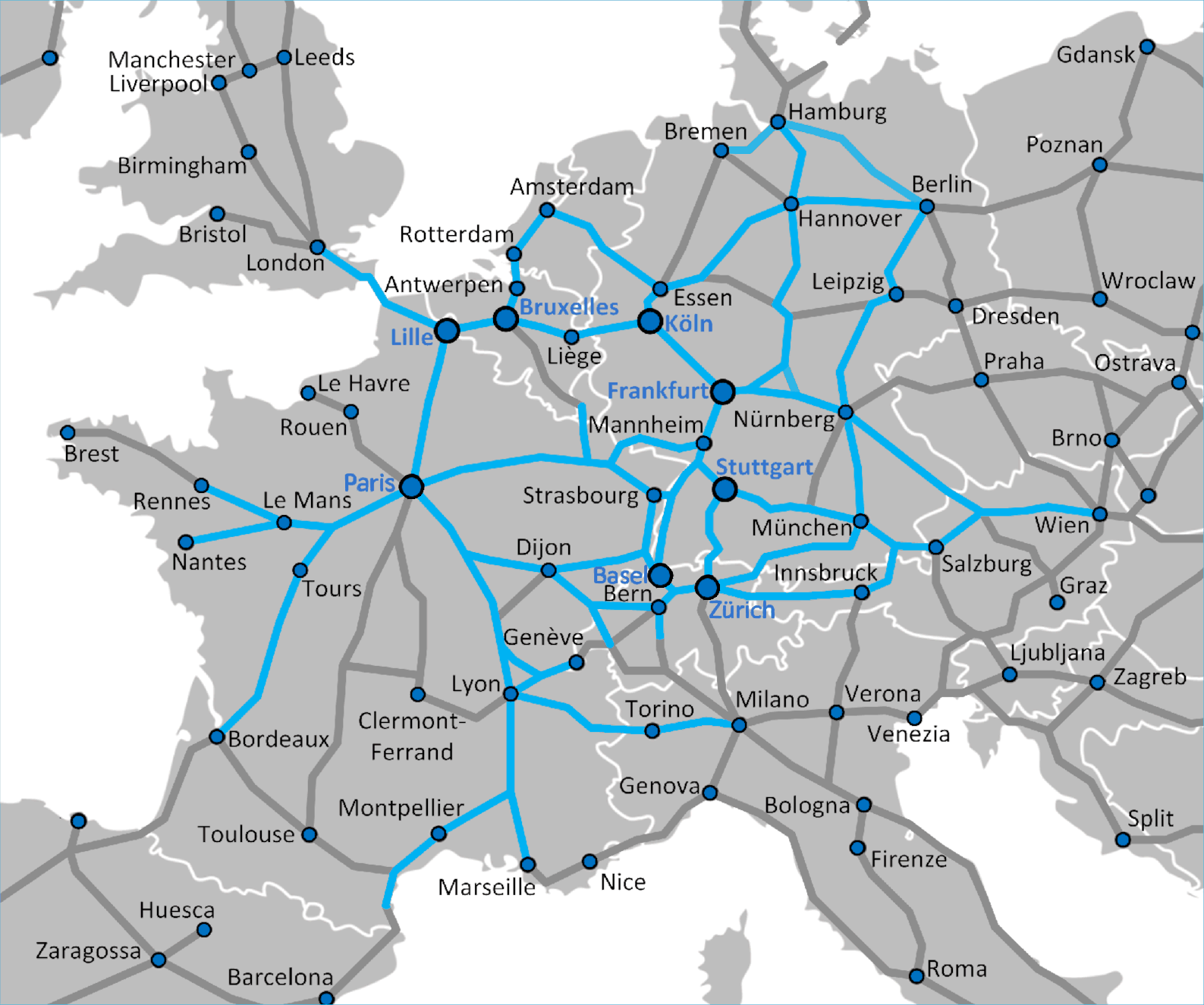
Carte du Réseau Railteam
Lignes en bleu: ligne ferroviaire du réseau Railteam
Grands points: principaux hubs du réseau Railteam

Les membres de plein droit de l’alliance Railteam sont :
- Deutsche Bahn (DB) – 20 %
- Société nationale des chemins de fer français (SNCF) – 20 %
- Société nationale des chemins de fer belges (NMBS/SNCB) – 10 %
- Eurostar International Ltd. – 10 %
- Nederlandse Spoorwegen (NS) – 10 %
- Österreichische Bundesbahnen (ÖBB) – 10 %
- Chemins de fer fédéreaux suisses (SBB-CFF-FFS) – 10 %
- Thalys (via THI Factory, filiale de la SNCF à 60 % et de NMBS/SNCB à 40 %[9]) - 10 %.

Les membres associés sont :
- TGV Lyria (filiale de la SNCF à 74 % et des CFF à 26 %[10]).

Les principaux hubs du réseau de lignes sont Bruxelles, Lille, Stuttgart, Cologne et Francfort (Main), Bâle ainsi que Paris et Zurich.

Les trains à grande vitesse des membres de l'alliance Railteam
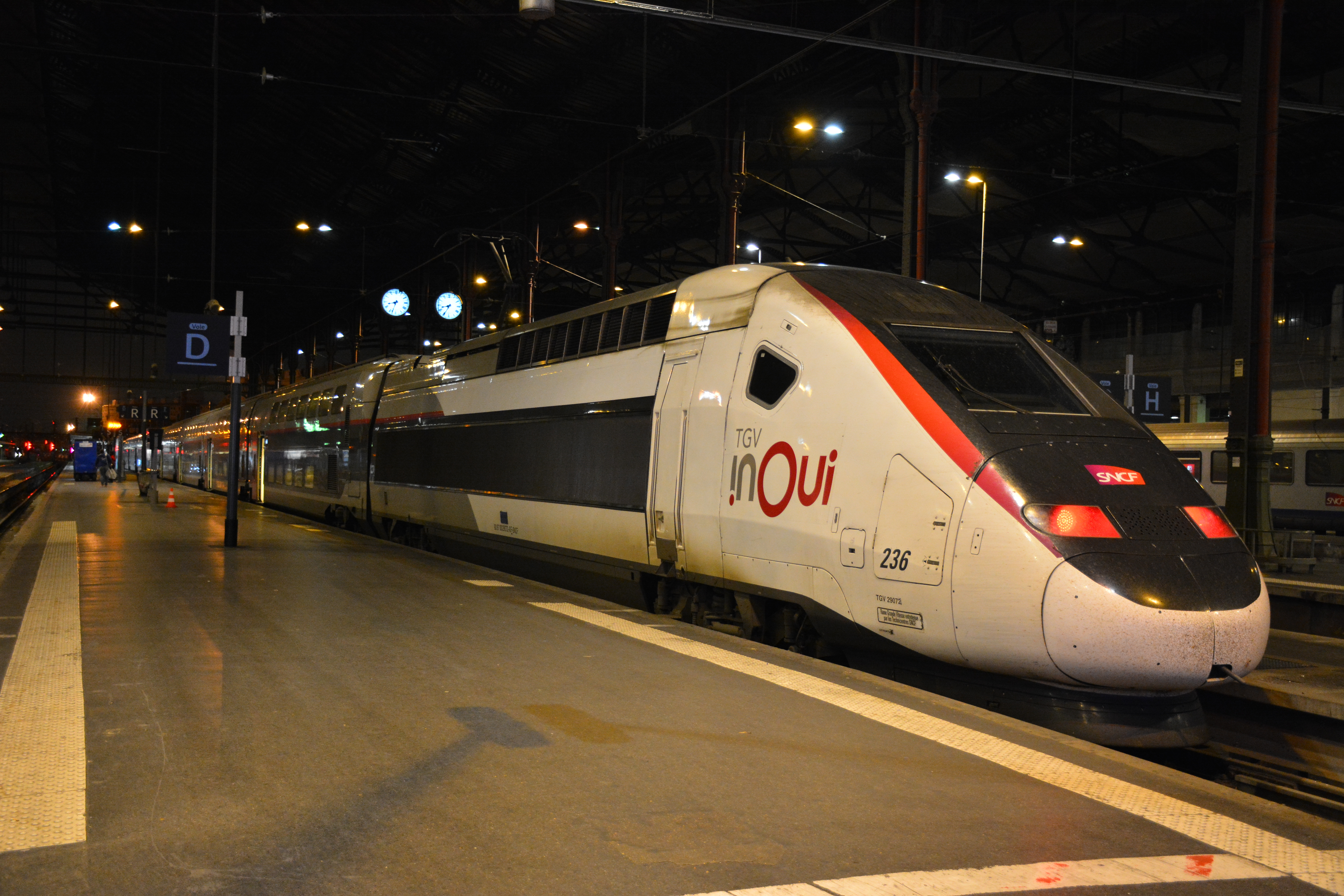
TGV INOUI
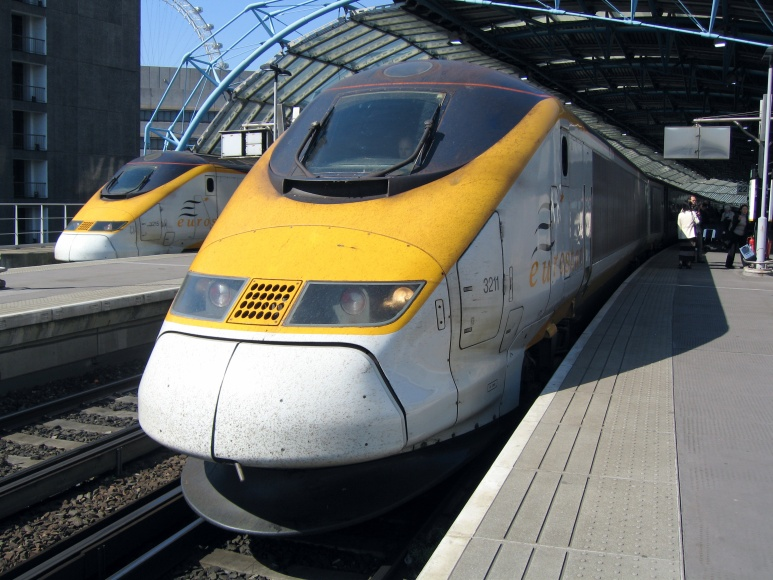
Eurostar
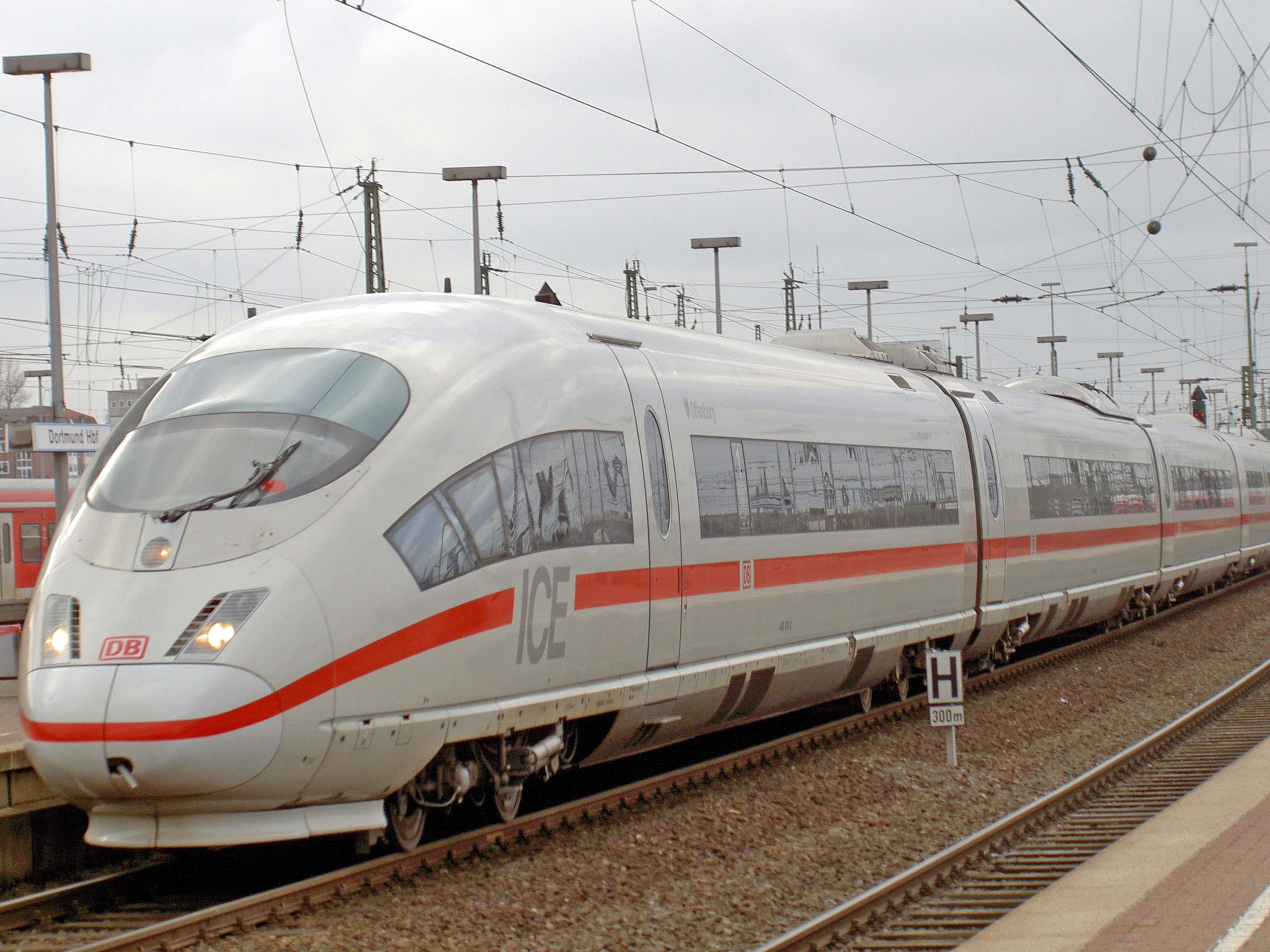
Intercity-Express (ICE)
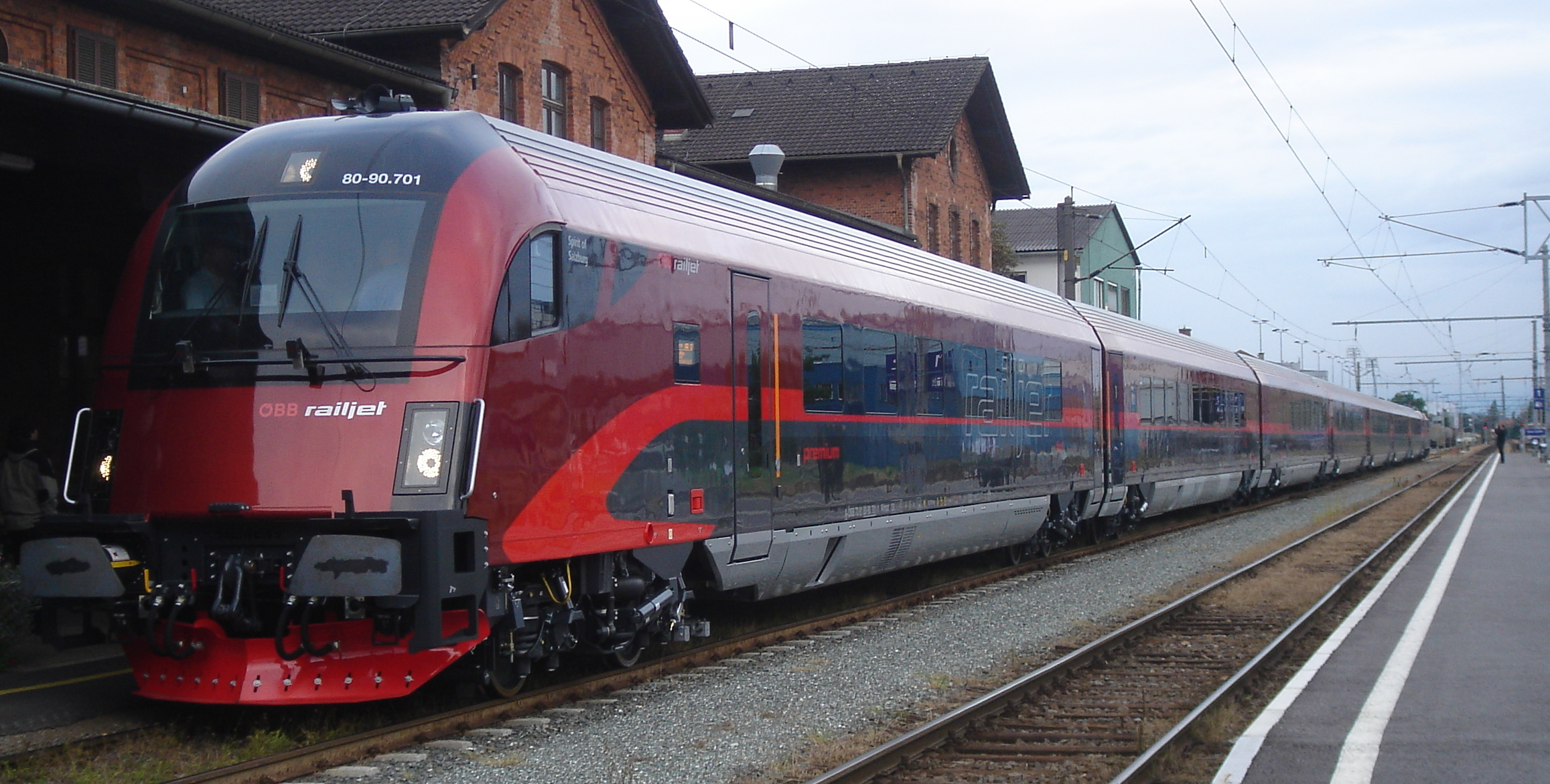
Railjet
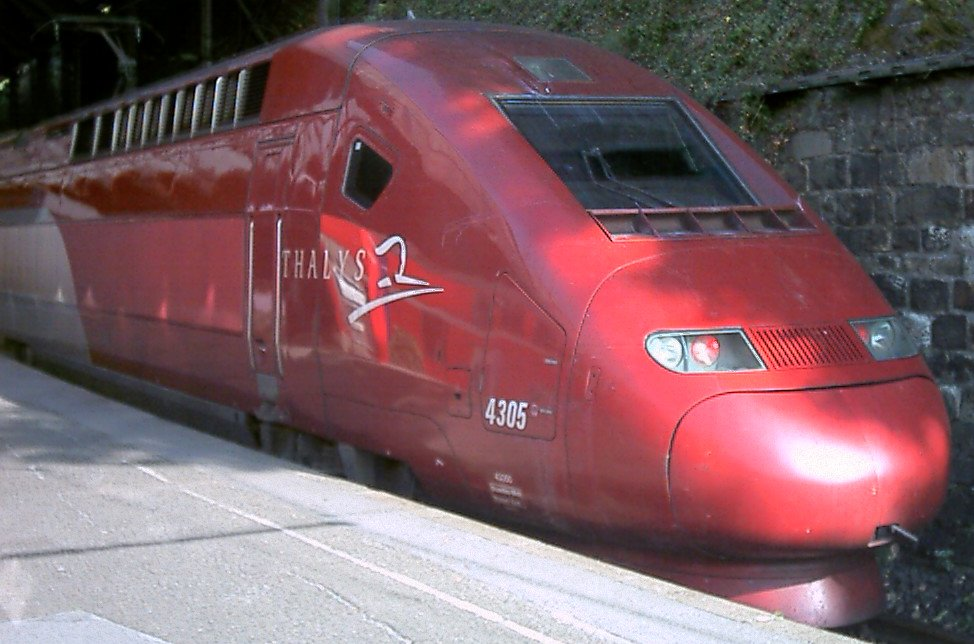
Thalys
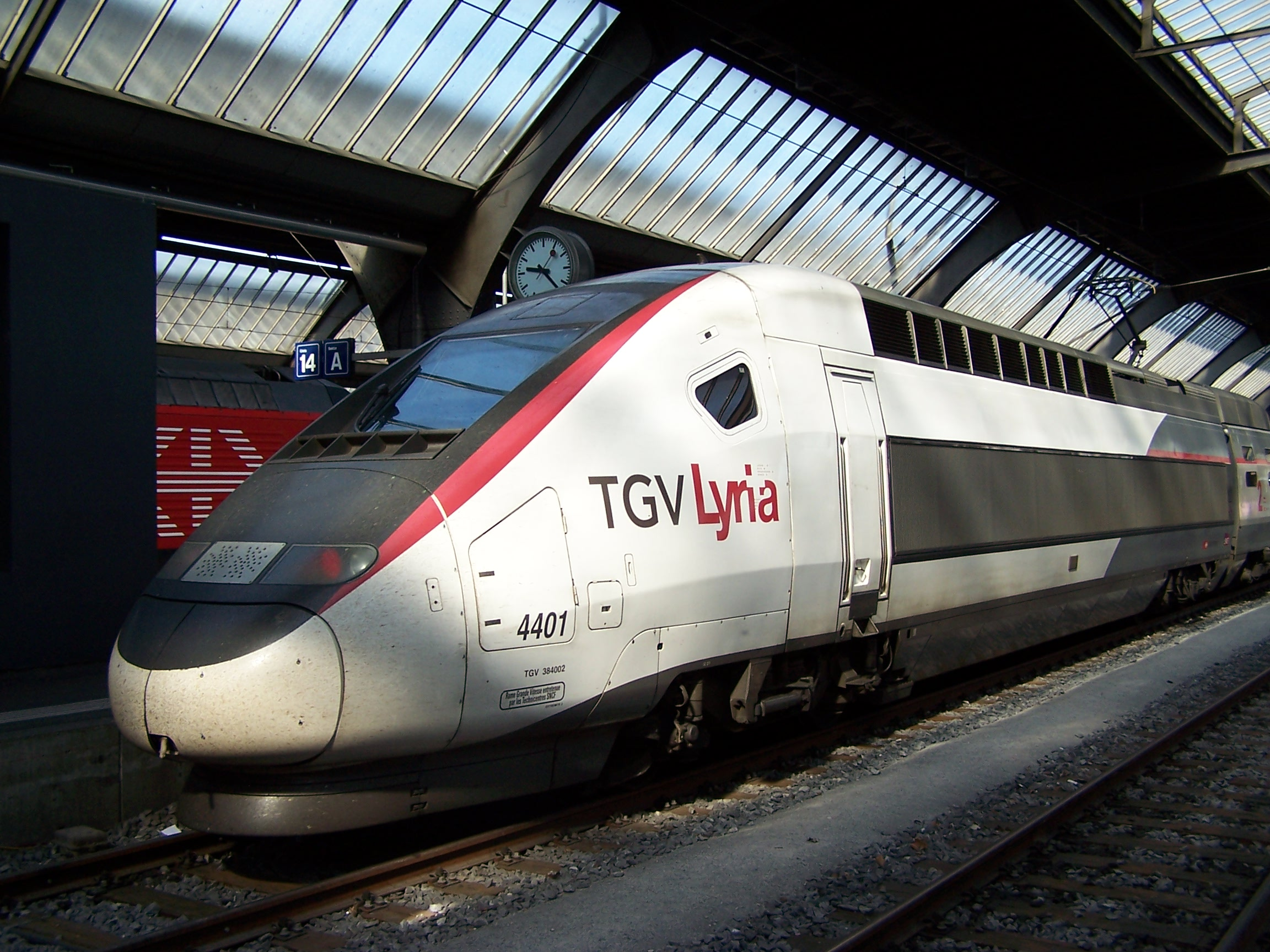
TGV Lyria

## Objectifs
Ces entreprises ferroviaires travaillent conjointement à l’amélioration du réseau à grande vitesse et au développement de l’offre en Europe. L'objectif est d'offrir aux voyageurs un parcours client fluide entre de nombreuses villes européennes avec un niveau de qualité de service élevé, et partagé tout en optimisant les durées de voyage et les fréquences. Le développement d'un réseau commun offre ainsi une alternative compétitive à la voiture et à l'avion en Europe bénéficiant non seulement aux passagers, mais également à l'environnement. 

## Structure de la société
Railteam est une société de droit néerlandais à responsabilité limitée dont le siège social est à Amsterdam. Toute compagnie ferroviaire européenne qui répond aux critères de l'alliance peut en devenir membre. La structure organisationnelle allie structure d'entreprise classique et structure projet. DB et SNCF détiennent chacun 20 % des parts de l'alliance Railteam et les cinq autres membres fondateurs - SBB, NMBS/SNCB, ÖBB, NS International et Eurostar - en détiennent chacun 10 %. 
L’alliance permet la reconnaissance mutuelle des programmes de fidélisation. Chaque membre a mis en place son propre programme de fidélité:
- Deutsche Bahn: bahn.comfort (depuis 2002)
- SNCF: Grand Voyageur
- Thalys: My Thalys World[13]
- Eurostar: ClubEurostar
- NS International: NS Business Card
- SBB: Abonnement Général 1re classe
- ÖBB: Österreichcard 1re classe[14]